# TNRC15
TNRC15‏ (GRB10 interacting GYF protein 2) هوَ بروتين يُشَفر بواسطة جين TNRC15 في الإنسان.